# El inspector O'Jal

El inspector O'Jal y  es una serie de historietas de una página, creada por Manuel Vázquez para "El DDT" (1968), que parodian las historias de detectives. Mostraba la solución del misterio en la última viñeta y en vertical, para que el lector no la adivinara antes de tiempo.

## Trayectoria editorial
La serie apareció en 1968 en el número 76 de la revista DDT.
A partir de 1986 y para la revista Mortadelo creó una variante de esta serie, con el título de Los casos del Inspector Yes, en la que el detective limitaba su intervención a decir "Yes" por teléfono.

## Características
El inspector O'Jal son historietas de una página de humor surrealista y diálogos enloquecidos en las que el personaje del título debe resolver el caso que le plantean. La solución del misterio se muestra en la última viñeta y vuelta al revés, para que el lector no la adivine antes de tiempo. La mayoría de las resoluciones de la serie suelen consistir en juegos de palabras delirantes. Por ejemplo, en una historieta (Extra de verano DDT, 1970) el dueño de un caballo de carreras sospecha que alguien puede estar engordando a su animal para sabotearlo; cuando O'Jal se entera de que el dueño no le quita ojo en todo el día, adivina que la culpa es suya ya que el ojo del amo engorda el caballo.